# Europica – Part One
Az Europica – Part One a Kárpátia tagjai által alapított Europica Zenekar 2017. július 5-én megjelent nemzeti rock válogatásalbuma, melyen angol nyelvű feldolgozások találhatóak.

## Számlista
1. Unflagging (A Száműzött) – BLAZE BAYLEY
2. This Land (Otthon vagyok) – FABIO LIONE
3. Silently (A kivéreztetett) – RALF SCHEEPERS
4. The Patriot (Patrióta) – TIM "RIPPER" OWENS
5. Frontier-Guard (Határvadász induló) – TOMEK HORYTNICA
6. We'll Never (Kisarjadt vér) – RALF SCHEEPERS
7. Powder Dry (Tartsuk szárazon a puskaport) – BLAZE BAYLEY
8. Shaman's (Sámánok ringattak) – FABIO LIONE
9. Unsounded Crosses (Néma keresztek) – TIM "RIPPER" OWENS
10. One Of Your Crowd (Testünk feszülő íj) – TOMEK HORYTNICA

## A dalokban közreműködtek
- Blaze Bayley (Iron Maiden, Wolfsbane) – ének (1. és 7. szám)
- Tim Ripper Owens (Judas Priest, Yngwie Malmsteen Band, Iced Earth) – ének (4. és 9. szám)
- Fabio Lione (Rhapsody Of Fire, Kamelot, Angra) – ének (2. és 8. szám)
- Ralf Scheepers (Gamma Ray, Primal Fear) – ének (3. és 6. szám)
- Tomek Horytnica (Horytnica) – ének (5. és 10. szám)
- Szijártó Zsolt (Kárpátia) – gitár
- Bäck Zoltán (Kárpátia) – gitár
- Holán-Egedy Piroska (Kárpátia) – cselló, műfordítás
- Bankó Attila (Kárpátia) – dobok
- Galántai Gábor (Kárpátia) – billentyűs hangszerek
- Garamvölgyi-Bene Beáta (Kárpátia) – furulya
- Petrás János (Kárpátia) – basszusgitár
- Hirleman Bertalan – dobok, A zenekar tiszteletbeli tagja

## Érdekességek
- A zenéket Bäck, Szíjártó és Petrás szerezte, az eredeti, magyar nyelvű szövegeket Petrás írta, a A kivéreztetett kivételével, mert annak szerzője Magyarosi Árpád.
- Az eredeti magyar szövegeket Egedy Piroska fordította angol nyelvre.
- A tíz dalból álló album kilenc hónap alatt, tizenegy stúdióban került rögzítésre, amit Schmiedl Tamás kevert végső formájára.
- A külföldi előadók mellett Hirleman Bertalan, Kiss Zoltán, Papp Gyula és Molics Zsolt színesíti az anyagot.
- A lemezborító a világszinten elismert grafikus/illusztrátor Havancsák Gyula keze munkáját dicséri, aki többek közt olyan zenekarokkal dolgozott korábban, mint az Accept, a Stratovarius, a Destruction, a Kreator vagy a Grave Digger. A videókat Rivasz Gergő és Csillag Endre készítette.